# ستيف كير
ستيف كير (بالإنجليزية: Steve Kerr) مواليد 27 سبتمبر 1965 في بيروت، هو لاعب كرة سلة أمريكي سابق ومدرب، بدأ مسيرته الاحترافية في سنة 1988 يدرب حاليا فريق غولدن ستايت ووريورز في الرابطة الوطنية لكرة السلة. يبلغ طوله 6 قدم 3 بوصة (1.9 م). اعتزل اللعب في 2003.

## فرق لعب لها
- فينيكس صنز
- كليفلاند كافالييرز
- أورلاندو ماجيك
- شيكاغو بولز
- سان أنطونيو سبرز
- بورتلاند ترايل بلايزرز
- سان أنطونيو سبرز

## الميداليات
| الميدالية | المسابقة                         |
| --------- | -------------------------------- |
| ذهبية     | بطولة كأس العالم لكرة السلة 1986 |

## روابط خارجية
- ستيف كير على موقع IMDb (الإنجليزية)
- ستيف كير على موقع الموسوعة البريطانية (الإنجليزية)
- ستيف كير على موقع قاعدة بيانات الفيلم (الإنجليزية)
- ستيف كير على موقع الاتحاد الدولي لكرة السلة (الإنجليزية)
- ستيف كير على موقع إن بي أي (الإنجليزية)
- ستيف كير على موقع سبورتس رفرنس (الإنجليزية)
- ستيف كير على موقع كرة السلة الأوروبية.كوم (الإنجليزية)
- ستيف كير على موقع كلية كرة السلة في سبورتس رفرنس.كوم (الإنجليزية)
- ستيف كير على موقع ريلجم (الإنجليزية)
- ستيف كير على موقع بروبوليرز (الإنجليزية)
- ستيف كير على موقع سبورتس رفرنس (الإنجليزية)